# Joaquim Marques Lisboa
Joaquim Marques Lisboa, Marchese di Tamandaré (Rio Grande, 13 dicembre 1807 – Rio de Janeiro, 20 marzo 1897), è stato un militare e politico brasiliano.
Per tutta la vita si è dedicato alla Marina del Brasile, anche come membro a vita del consiglio militare di giustizia e dopo che la Corte suprema militare, dalla sua creazione fino al 1891, quando il governo della Repubblica gli ha conferito l'esenzione richiesta. Eroe nazionale, è considerato il padre fondatore della marina brasiliana e il 13 dicembre, giorno della sua nascita, è stato proclamato "Giorno del Marinaio" il 4 settembre 1925 dal Ministro della Marina Alexandrino Faria de Alencar Marina. Partecipò alla guerra d'indipendenza del Brasile, alla guerra argentino-brasiliana, alla repressione della Confederazione dell'Equatore e delle rivolte si sono verificate durante il periodo Regencial. Ha poi combattuto nella guerra de la Plata e nella guerra del Paraguay, dove ha comandato le forze navali nelle operazioni nel bacino del Río de la Plata, nella battaglia di Paso de la Patria, nella battaglia di Curuzu e nella battaglia di Curupayty. 

## Biografia

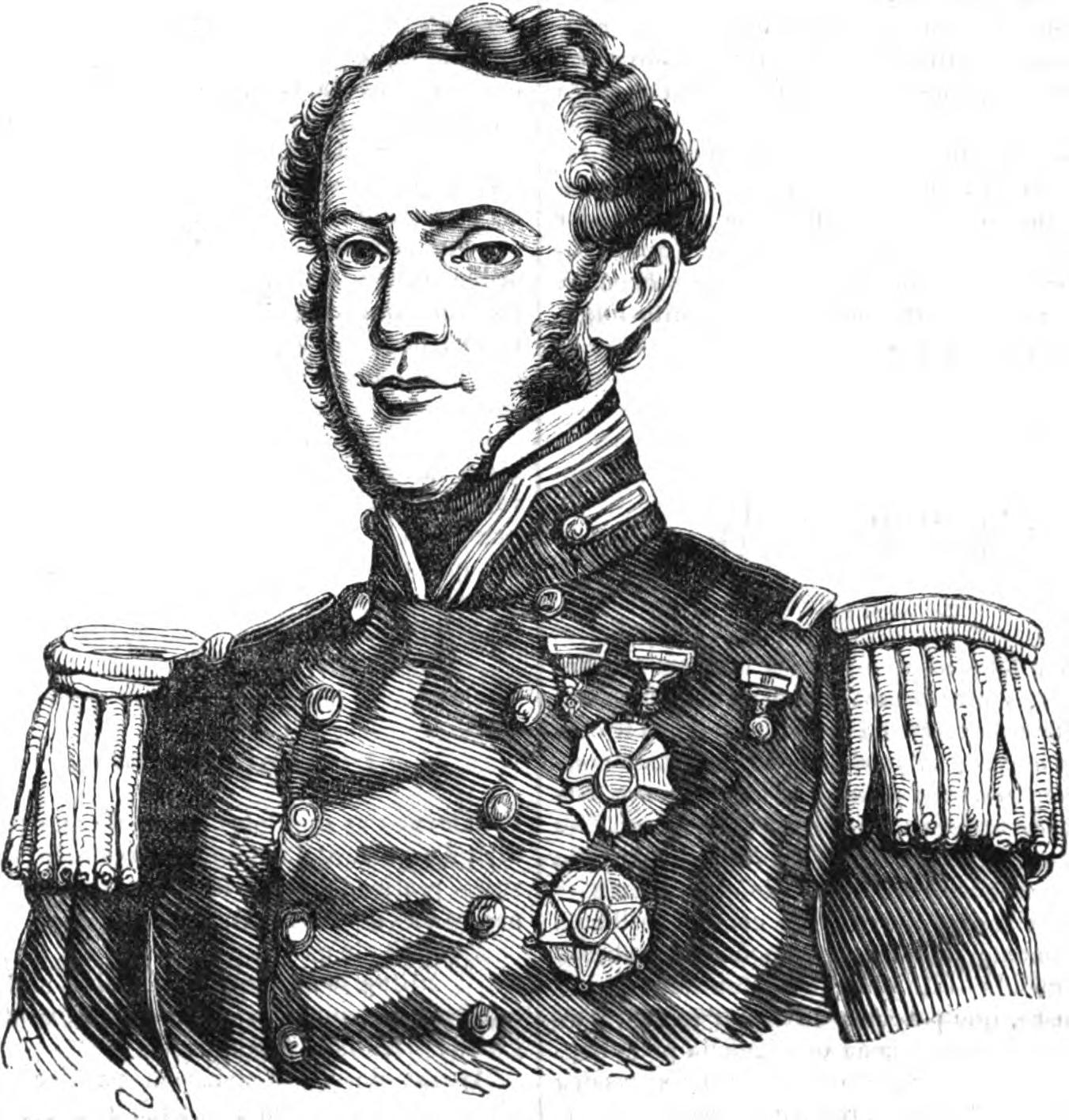
Joaquim Marques Lisboa.

Joaquim Marques Lisboa, figlio del portoghese Francisco Marques Lisboa (nato nel villaggio di Famalicão, provincia di Extremadura nel 1767) ed Euphrasia Joaquina de Azevedo Lima (nato Viamão, Rio Grande do Sul), fù il decimo figlio della numerosa prole della coppia. Il fratello Henrique Marques de Oliveira Lisbona, in grado di tenente colonnello, combatté contro i Farroupilhas a Laguna.
Francisco Marques Lisboa possedeva immobili nella città di Rio Grande e nel comune São José do Norte, che è separato da Rio Grande dal canale che collega la Lagoa dos Patos l'Oceano Atlantico. Molto è stato discusso se il futuro Ammiraglio sia nato non a Rio Grande, ma a Sao Jose do Norte. Il dibattito crebbe su scala nazionale, la polemica fu esacerbata, con ciascuna delle località che miravano a essere il luogo di nascita del Marques Lisbona. Non esiste un atto di nascita completo, circostanza che ha portato a ritenere Rio Grande come sua città natale. Nel dicembre 1883, Tamandaré si rivolse al consiglio comunale di Rio Grande, dichiarando ufficialmente la città come suo luogo di nascita.
All'età di 5 anni è andato a vivere a Rio de Janeiro, dove è stato sotto le cure della sorella, Maria Eufrasia, e di suo marito, José Antonio Lisboa, fino al completamento della scuola primaria, ha frequentato il liceo Professor Oak. All'età di 13 anni, Joaquim tornò con i suoi genitori, nella sua terra natale, nella stessa barca che era venuto alla Corte. Nel 1821, in una delle barche a vela del padre e ora solo, torna a Corte, per continuare i suoi studi. Nel 1822, dopo molte insistenze con suo padre, il 22 novembre, Francisco richiede per il figlio l'onore di servire come volontario nella squadra che si preparava a combattere le forze portoghesi di stanza a Bahia. In seguito alla sua richiesta, il 4 marzo 1823, il giovane Joaquim ha iniziato la sua carriera in Marina incipiente come Volontario della marina imperiale, ancora in formazione, a bordo della fregata Niterói sotto il comando di John Taylor, il cui albero ha volato la bandiera di ammiraglio Thomas Cochrane.
Suo fratello, José Marques Lisbona, funzionario del Ministero degli Esteri e procuratore, ha inviato una petizione per chiedere degno attestato del momento in cui il volontariato Marques Lisboa servita ai suoi ordini e, nel settembre successivo, ha presentato una richiesta al Direttore dell'Accademia Imperiale della Marina, richiedendo un certificato del tempo in cui ha frequentato gli studi accademici di questa Corte, la sua condotta e il suo utilizzo. Con questi due certificati, José Marques Lisbona indirizza all'imperatore un'applicazione, sottoponendola anche al comandante Taylor, in cui la storicizzazione dell'ufficio a carattere volontario, Marques Lisbona prevede alla sua promozione dopo la seconda, a Comitato tenente. Così, il 2 dicembre 1825, Joaquim Marques Lisboa fu promosso a sottotenente della Commissione. La necessità di ufficiali brasiliani qualificati diede la possibilità di ottenere le navi della flotta che erano a Montevideo, ciò accadde il 26 gennaio 1826. Egli diventerà un efficace Sottotenente del personale precario degli ufficiali armati.
Ha sposato una cugina e compagna d'infanzia, quasi coetanei, Maria Eufrasia. Il matrimonio ebbe luogo nella chiesa di Nostra Signora della Gloria il 19 febbraio 1839 a Rio de Janeiro. Dopo la battaglia del Riachuelo, il numero di ex combattenti invalidi arrivati nella capitale aveva assunto proporzioni allarmanti, dando così luogo alla necessità di creare un nosocomio dove fosse meglio curarli. Sua moglie, viscontessa Tamandaré, che, nonostante la situazione che il paese stava attraversando, organizzò aste di doni ottenuti dalle famiglie delle sue amiche, ma anche molte altre persone che erano disposte ad aiutarla in questo fine patriottico. La prima asta è stata un successo, che l'ha incoraggiata a continuare e ad aumentare i fondi necessari. Un fatto degno di nota è quello della giovane donna del Piauí, essa si arruolò nel Battaglione dei Volontari della Patria, che, seguendo l'esempio di Maria Quitéria, voleva combattere per il suo paese. Era un'importante aiutante della viscondessa e il suo nome era Jovita Alves Feitosa, morì povera a Rio de Janeiro.
Tamandaré, era una piccola città e un importante sostegno, porto di costa di Pernambuco, dove suo fratello maggiore, Manoel Marques Lisboa nel 1824, aveva preso le armi per la Confederazione dell'Equatore contrariamente a Empire est e che dopo aver respinto un'invasione imperiale nella regione l'8 giugno 1824, sarebbe morto nel secondo tentativo di prendere l'avamposto, ma ebbe maggior successo perché la vittoria fu ottenuta. Durante una visita dell'imperatore Don Pedro II nella costa di Pernambuco, 35 anni dopo, Joaquim Marques Lisboa gli ha chiesto di trasferire i resti del suo fratello Manoel, alla tomba di famiglia a Rio de Janeiro. D. Pedro fu d'accordo e sensibilizzato dal gesto, gli dà, l'anno successivo, l'onore del Barone. Dopo il disaccordo sul nome, Dom Pedro II, ricordando ciò che accadde a Tamandaré, gli diede il titolo di Barone di Tamandaré, in memoria di suo fratello, e del posto che era stato per lui molto importante, diventando un punto di riferimento dell'amicizia tra queste due figure storiche.
Nel corso della sua vita, il Brasile passò da Colonia del Portogallo a Regno Unito del Portogallo e dagli Algarve all'Impero e, nel 1889 a Repubblica. Si formò una nazione e, Tamandaré, che fu una parte importante di una generazione di marinai, guerrieri e uomini di stato conserva la più grande eredità dei brasiliani: un paese ricco di risorse naturali, la patria di una nazione unita da una cultura e una lingua.

## Carriera
La sua carriera, utilizzata come esempio ai giorni nostri, è un ottimo materiale di studio per meglio comprendere il Brasile ottocentesco.
Durante tutta la sua vita militare numerosi fatti di confine sulla mitica, ma molti autori sottolineano, oltre alle sue gesta eroiche, che nonostante la vicinanza con l'imperatore Don Pedro II mai scalato una carica politica, che era comune a quel tempo, agendo esclusivamente in campo militare, come fatto curioso combattuta dallo Stato Imperiale a qualsiasi intervento militare interna ed esterna. Il suo risveglio alla vita in mare ha seguito un viaggio da solo a Rio de Janeiro a bordo di una nave della compagnia di suo padre, dove ha svolto il ruolo di pilota di assistere il capitano dei mestieri del mare. Al momento la politica ribolliva in una pentola, che ha dato la possibilità al giovane per arruolarsi come volontario e iniziare il loro viaggio nelle Forze Armate Nazionali che lo ha portato al più alto grado della gerarchia navale. cambiamenti politici iniziarono nel Regno del Brasile con il ritorno del re João VI in Portogallo, lasciando suo figlio, il principe reggente D. Pedro, in terra brasiliana per governare in nome della corona. Tuttavia, infastidito dalle decisioni adottate dalle Cortes di Lisbona, Pedro decide di disobbedire loro, contribuendo alla separazione politica, con la proclamazione dell'indipendenza del Brasile, diventando corona come il loro costituzionale e perpetuo Defender imperatore, con il titolo D. Pedro I. Come volontario a bordo della Niteroi, ha partecipato a diverse battaglie navali in provincia allora costiera di Bahia, dove ha avuto il suo battesimo del fuoco il 4 maggio 1823, quando la squadra brasiliana si è scontrato con le candele nemico. Alcuni giorni dopo ha perseguito la fuga portoghese, incatenare 17 navi nemiche e portando la bandiera imperiale nei pressi della foce del Tago a bordo della fregata Niterói.
Al ritorno alla missione importante che è stato affidato con la fregata Niterói, Marques Lisbona è stata iscritta marzo 1824, nella Marina Imperiale Academy. Nel frattempo, gli eventi interni richiederebbero la presenza dello squadrone in diverse parti del paese, al fine di imporre l'autorità del governo centrale. Mal rifatto l'usura delle guerre di Indipendenza, alcune navi è andato a Pernambuco, per sedare la rivoluzione guidata da Manoel de Carvalho Pais de Andrade, che prova a, riunire le varie province nord-est per proclamare la Repubblica e formano la Confederazione dell'Ecuador. Non appena venne a sapere che a breve una divisione navale avrebbe continuato a Nord, al fine di sopprimere i focolai rivoluzionari manifestati in diverse province di quella regione del paese, Marques Lisboa ha chiesto all'ammiraglio Cochrane la carta d'imbarco una delle navi che renderebbero il detto divisione. Nonostante il rifiuto di Francisco Vilela Barbosa, allora ministro della Marina, non Cochrane essere sconfitto e ha preso una tale richiesta direttamente all'Imperatore, che ha fatto un punto di presentare il giovane Joaquim. argomenti abbastanza consistente, l'imperatore aveva altra scelta che cedere e 1824/07/30, una risoluzione imperiale raggiunto Academy, nominando volontaria Joaquim Marques Lisbona per imbarcarsi a bordo della nave ammiraglia della flotta, il Nau Peter I. i ribelli furono zittiti, la flotta continuò nella regione cancellando altri possibili fuochi di rivoluzione. Joaquim ha svolto tutte le missioni assegnategli con cura.
Dal 1825, già nella campagna di Cisplatino, il giovane è stato Joaquim intrapreso Gunboat Leal Paulistana sotto il comando del tenente Antonio Carlos Ferreira. La guerra iniziò per Tamandaré l'8 febbraio 1826, in quello che divenne noto come il combattimento dei coralli. Più tardi nello stesso anno tornò alla fregata Niterói, sotto il comando di James Norton, e si è distinto in modo tale nel corso dei combattimenti che seguì che, al 31 luglio, 1826, è stato nominato a comandare la goletta di Costanza apparendo nella sua carriera navale come suo primo comando. Vale la pena ricordare che aveva solo 18 anni alla data del suo appuntamento. Dopo un assalto sfortunato via terra Carmen Vila di Pantagones, nel tentativo di controllare l'ingresso di Rio Negro, è tornato a combattere alla foce Plata, imbarcato sulla fregata principe imperiale, faro nell'ambito della Divisione Navale responsabile del servizio ferroviario di 18 navi mercantili. Cadde prigioniero con 93 uomini. Tuttavia, il nemico argentino non ha avuto il comando e l'astuzia del giovane ufficiale che combinato con la loro immediata Costanza, pianificato ed eseguito la decisione del comando della nave prigione, Brig Anna. La scorta che li hanno accompagnati non si rese conto che l'equipaggio era sceso al brasiliano fino in grassetto manovra fatta vela e navigato, in fuga, a Montevideo. Era stato promosso a primo tenente, il 12 ottobre 1827 e venti anni, ha preso il comando della goletta Bella Maria, con la sua lotta intensi combattimenti di artiglieria con una nave argentina e vincente, ha dimostrato il suo spirito umanitario con nemico, che gli è valso il riconoscimento dei vinti (1828). Dopo la fine della guerra, trascorse altri due anni nelle acque del fiume Plate, e nel 1831 fu rimandato a Rio de Janeiro.
Dal momento che l'abdicazione dell'imperatore Dom Pedro I, nel 1831, si dedicò a combattere i ribelli focolai in tutto il paese, che va da nord a sud. Ancora nel 1831, combattimenti nel nord-est, in Pernambuco, Pará, Recife e Ceará. Fu nominato comandante del Bruce Cacique nel 1834, che comandò durante la sua esibizione nella rivolta di Farroupilha. Nel 1840 era già Capitano di Fregata e, nel 1847, Capitano di Mare e Guerra. Nel 1848 ha ricevuto in Gran Bretagna Fregata D. Afonso nave prima mescolato - la vela e vapore - grandi dimensioni della Marina brasiliana. Anche prendendo a bordo il principe di Joinville, Francesco Ferdinando d'Orleans, i duchi di Aumale ed il Capo della Squadra Navale ammiraglio John Pascoe Grenfell, si gettò in soccorso della nave inglese, Ocean Monarch, portando Liverpool immigrati a Boston, che bruciato vicino al porto, salvando 156 persone. Il 6 marzo 1850, di ritorno da Pernambuco, che aveva appena combattere Rivolta Praieira a bordo della prima nave a vapore brasiliano misto e la vela aiutato la Nau Vasco da Gama, dopo un forte temporale nella regione di Rio de Janeiro perso il suo albero che lo ha lasciato alla tempesta. A causa di complicazioni al momento Joaquim Marques Lisboa non riesce ad affrontare l'immediato Nau, ma sarebbe rimasto durante la notte nelle vicinanze, in attesa di un'occasione per salvare la nave, che potrebbe alle prime luci del giorno successivo.
Nel 1852, è stato promosso a capo divisione post corrispondente a Comodoro in altre marine e nel 1854, il capo della polizia, Contrammiraglio corrispondente al momento.
Nel 1857, durante un soggiorno in Europa per monitorare la salute della moglie, è stato commissionato dal governo imperiale per supervisionare la costruzione di due cannoniere in Francia e altre otto in Gran Bretagna. Navigavano mista navi a vapore, il che significava un aggiornamento necessario per la Marina brasiliana continuano a proteggere completamente gli interessi del Paese. Queste navi hanno agito nella guerra di Uruguay e Paraguay guerra. In questa materia, che si è evoluta in un intervento militare brasiliano prima della resa di Montevideo, l'ammiraglio ha portato i combattimenti in Salto e Paysandu, trattare con le truppe brasiliane. Ha guidato l'intervento brasiliana nella Repubblica dell'Uruguay nel 1864 e 1865. La lotta per il potere tra le parti Blanco e Colorado ha portato alla destabilizzazione e la guerra civile nel paese giovane, sulle rive dell'argento. Ci sono stati, però, 40.000 brasiliani che vivono nel paese che ha reso la questione una questione di interesse nazionale dell'Impero del Brasile. Oltre a partiti politici interni sono stati coinvolti nella lotta di potere, Paraguay e Argentina entrambi i lati opposti di sostegno e sostenuto nel proprio interesse. Il luogo era diventato una polveriera che esplose il 10 agosto 1864. Tamandaré è stato nominato nel 1864 per uno sforzo diplomatico da parte del Consiglio José Antonio Saraiva, al fine di tutelare gli interessi dell'Impero e l'integrità i suoi soggetti. L'11 agosto, il Consigliere Saraiva lasciato Montevideo con il fallimento dei negoziati, mentre Tamandaré e la sua forza navale rimasero nel Río de la Plata per garantire l'intero pacchetto richiesto dall'Imperatore. L'obiettivo di Tamandaré nelle prime fasi del conflitto, come è stato scritto da lui in una lettera dedicata al Ministro degli Affari Esteri del Brasile, è stato solo scopo di ottenere la soddisfazione del governo dagli infortuni uruguaiani subite dal brasiliano e ottenere garanzie per loro e le loro proprietà. Se non v'è alcuna intenzione di umiliare la sovranità della repubblica o ferire i suoi cittadini. In ogni caso, per paura di un'azione sconsiderata potrebbe scatenare una guerra in cui le due fasce d'argento. Si uniscono contro il Brasile, perché sapeva che non erano pronti ad affrontare dimensioni. Il 30 agosto, i rapporti sono stati formalmente interrotti tra Uruguay e Brasile. Il 7 settembre il Governo Imperiale inviato l'ordine di Tamandaré Barone per tre posizioni Urugay erano occupati, Paysandu, Salto e Cerro Largo, e che il generale Venancio Flores è stato riconosciuto come uno dei belligeranti. In data 11 ottobre, è diventato il dominio di stranieri funzionari diplomatici residenti a Montevideo che il Governo imperiale brasiliano aveva determinato l'occupazione del territorio uruguaiano a nord del Rio Negro, in forma di ritorsione, fino a quando non avevano garanzie e soddisfazione da parte del governo Uruguay. Ogni volta che le loro decisioni erano in conformità con le linee guida stabilite dal Ministro degli Affari Esteri nella sua lettera datata mesi fa, anche se il conflitto è stato misure in corso e diplomatiche inoltre ad aver fallito, ha causato malcontento in tribunale. La situazione della Repubblica Orientale dell'Uruguay genererebbe da lamentele geopolitici ciò che conosciamo come la guerra del Paraguay, e l'azione Tamandaré responsabile dell'intervento brasiliano è stato efficace, che agisce con la violenza necessaria, a tempo debito e ha compiuto la sua missione impiegando i mezzi personale militare che era a sua disposizione.
La sua partecipazione iniziale nel conflitto era estremamente importante per la fornitura di forze brasiliane, soprattutto in un rapporto in cui il Brasile e il Paraguay hanno avuto grande ignoranza tra i loro azioni politiche e le forze militari, e lo farà attraverso la legazione imperiale in dell'Assunzione. Tuttavia la risposta del Ministro che non vi era evidenziato a gara per essere fatto un falso apprezzamento delle forze e delle riserve nemiche, e quindi la formulazione di un piano estremamente ottimista. Paraguay aveva appena riformato le sue fortificazioni sotto la supervisione di funzionari stranieri di altissimo feedback, queste riforme che hanno permesso il confronto con le più importanti fortificazioni del mondo conosciuto, come Sebastopol, Gibilterra e Richmond. Admiral Tamandaré è provveduto a guardia del principale e prima colpito, ha inviato una lettera al presidente della provincia di Mato Grosso per avvisare l'utente delle intenzioni del Paraguay per innescare il conflitto e ha fatto lo stesso con il comandante della Flottiglia che è stato assegnato nella regione per minimizzare il danno, tuttavia le risposte che ha ricevuto sono state un po' 'malinconiche. Il Comandante della Flottiglia affermò che la sua Forza era minuta e possedeva poca potenza di fuoco per contenere un'invasione. Responsabile per le nostre forze nel River Plate, era uno dei suoi preoccupazioni notificare il Ministro della Marina sulla necessità di formare una vera e propria flotta di trasporto per assicurare la mobilità del l'esercito imperiale nella regione. Si può vedere che per la guerra Tamandaré era già una realtà e che il tempo fino a quando è stato dato il primo colpo, la prima carica di cavalleria è stato attivato e il primo cannone rombo dovrebbe essere dedicato alla preparazione. Il governo imperiale, anche inoltrare le richieste e gli avvisi Admiral, nulla ha deciso fin da subito, probabilmente a causa della completa ignoranza su territorio nemico e la reale condizione di mobilitazione. Dopo l'invasione della Provincia di Corrientes, da Solano López, Tamandaré invia una richiesta al Ministro della marina su come dovrebbe proseguire nel piano generale della campagna, e la sua risposta l'autorizzazione a mettere in pratica le loro idee in precedenza esposti alla Corte. Ordinò il blocco dei porti paraguaiani nel fiume Paraná, per sopprimere quella Repubblica e consentire il sostegno alle forze dell'esercito. Pensando ancora alla mobilità e all'offerta, ha comprato tonnellate di carbone nella provincia di Corrientes e altrove lungo il fiume Paraná. Prevedendo l'aggravarsi degli eventi durante il conflitto, ha richiesto in tutte le sue comunicazioni i rinforzi; "Ogni giorno perso la materia a noi in un aumento delle spese e sacrifici, per ottenere lo stesso risultato potrebbe essere ottenuto con energia e decisione" molteplici e complessi problemi politici e militari che hanno ostacolato l'azione navale dell'impero nel River Plate, ha chiesto di Tamandaré un'intensa esibizione tra Montevideo e Buenos Aires. vicini brasiliani al momento, anche se a loro non piace il governo López Solano non erano desiderosi di impegnarsi in una guerra nella regione a causa di problemi interni controversie, oltre ad una guerra condotta nella regione di influenzare notevolmente l'economia di queste nazioni altamente connessi e interdipendenti. Presto l'ammiraglio dovrebbe lavorare al fine di raccogliere il sostegno per l'Impero del Brasile in quello che era possibile senza la pressione di questi paesi perché li potrebbe gettare contro di lui. Tuttavia, Lopez assalto al territorio della Provincia di Corrientes in Argentina, ha facilitato la condanna da Tamandaré ei leader di quelle repubbliche della necessità di lottare contro il Paraguay, ma anche questo atto di oltraggio nazionale per l'Argentina non ha supportato il Brasile direttamente. Al contrario, l'Uruguay Flores ha voluto rafforzare il suo sostegno a tutte le parti che l'Impero del Brasile ha preso. Nonostante tutto il panorama politico in data 19 maggio 1865, ha firmato il trattato della Triplice Alleanza assicurare la cooperazione reciproca tra Uruguay, Argentina e Brasile per tutta la durata del conflitto con l'aggressore di potenza, il Paraguay. Toccò a Admiral Joaquim Marques Lisboa, visconte di Tamandare, Tamandaré al Marchese, il comando delle forze navali del Brasile in operazioni di guerra contro il governo del Paraguay. La Marina brasiliana rappresentava praticamente tutta la potenza navale presente nel teatro delle operazioni. Il comando generale degli eserciti alleati era esercitato dal presidente della Repubblica Argentina, generale Bartolomeu Mitre. Le forze navali brasiliane non erano subordinate ad essa, in conformità con il Trattato della Triplice Alleanza. La strategia navale adottata dagli alleati fu il blocco. Il fiume Paraná e il Paraguay erano le arterie di comunicazione con il Paraguay. Le forze navali del Brasile sono stati organizzati in tre divisioni - uno è rimasto nel Rio de la Plata e gli altri due salirono sul fiume Parana a effetto di blocco. L'11 giugno 1865, nelle acque del fiume Paraná, vicino alla confluenza del fiume
Riachuelo, fu chiamato il sanguinoso combattimento che ricevette il nome del piccolo affluente. La flotta brasiliana, sotto il comando del capo di stato maggiore Francisco Manuel Barroso da Silva (in seguito Barão do Amazonas), fu coraggiosamente battuta per tutto il giorno contro le navi della flotta paraguaiana, agli ordini del comandante Mezza. Molti di questi sono stati messi in fondo, ottenendo qualche fuga seriamente rotta. Nel corso del combattimento, nel Capitanato di Barroso - Fregata delle Amazzoni - sono stati sollevati numerosi segnali che trasmettono ordini agli altri comandanti brasiliani. Due di loro sono stati particolarmente celebrati:
779- "Il Brasile si aspetta che ognuno adempia al proprio dovere"
10- "Sostieni il fuoco che la vittoria è nostra"
Nel 1866, per motivi di salute e politica, chiese la sua rimozione dall'ufficio, sostituita dall'ammiraglio Joaquim José Inácio, in seguito Visconde de Inhaúma.
All'epoca della Proclamazione della Repubblica del Brasile, il 15 novembre 1889, il Marchese di Tamandaré rimase fedele a Pedro II del Brasile, rimanendo per circa un'ora da solo con l'Imperatore, chiedendogli il permesso per la Marina Imperiale di un colpo di Stato, che gli è stato negato. All'età di 82 anni, e l'ultimo dei grandi monarchi reali del passato ancora in vita (Duque de Caxias, Marchese di Herval, Ammiraglio Barroso, Maresciallo Polidoro e tutti gli altri erano già morti), rifiutò di accettare la fine della Monarchia e rimase fiducioso della possibilità di un contraccolpo. Rimase con la famiglia imperiale fino al suo definitivo imbarco sulla nave Alagoas per l'esilio.
Fu riformato nel 1890, secondo il decreto del 30 dicembre 1889, per aver raggiunto il limite di età, essendo stato nominato ministro del Supremo tribunale militare nel 1893.

## Nobiltà, medaglie e altri premi
- L'alta servizio per l'impero, è stato assegnato titoli Baron con la grandezza (14/03/1860), Visconte con la grandezza (1865/02/18), Earl (13/12/1887) e Marchese Tamandaré (16 / 05/1888), essendo il primo ufficiale dell'Armata a ottenere un titolo di nobiltà. D. Pedro II ha scelto il nome in onore di Tamandaré Pernambuco Beach dove stava passando al futuro ammiraglio, che ha chiesto il favore dell'imperatore a raccogliere i resti del fratello Manuel Marques Lisboa, sepolto in quella località.
- Con preavviso ministeriale del 1957, fu approvato lo stemma o lo stemma del Marquês de Tamandaré.
- 1841 - Ufficiale dell'Ordine Imperiale della Crociera; per servizi resi in Maranhão, durante la rivoluzione di Cabanas.
- 1846 - Ufficiale dell'Ordine Imperiale della Rosa; nel suo Decreto del 1846/11/14, l'imperatore non spiega il motivo per il premio, dice solo "voler premiazione e onorare il capitano-de-Fragata Joaquim Marques Lisboa, Hei da ben nominarlo funzionario ha detto Ordine."
- 1849 - Dignitoso dell'Ordine Imperiale della Crociera; per servizi resi in difesa dell'ordine pubblico nel Pernambuco, durante la rivoluzione di Praieira.
- 1849 - Commendatore dell'Ordine Militare della Torre e della Spada; conferito da D. Maria II, come testimonianza dell'apprezzamento per i relativi servizi resi in occasione del salvataggio della nave portoghese Vasco da Gama, di fronte a Barra de Rio de Janeiro.
- Commendatore dell'ordine imperiale della crociera; Tamandaré ha dato il più grande affetto a questa Commenda, perché apparteneva a D. Pedro II. Nel corso di un ricevimento in havida Uruguaiana, D. Pedro II ha ricevuto in udienza l'ambasciatore inglese Thornton, a che fare con il ristabilimento delle relazioni tra il Brasile e l'Inghilterra, interrotto dal momento che la domanda Christie. Comprendendo Tamandaré che la Commenda dell'Imperatore presentava un piccolo difetto, scambiò la sua con D. Pedro, che finì per rimanere stabilmente con lei
- 1859 - Commendatore dell'Ordine Imperiale della Rosa; per servizi resi durante l'epidemia di colera morbosa che colpì diverse Province dell'Impero negli anni 1855 e 1856.
- Grande Croce dell'Ordine di Francesco Giuseppe d'Austria; concesso con grazia da detto imperatore, fu autorizzato ad usarlo il 26 novembre 1860.
- 1861 - Commendatore dell'Ordine di San Benedetto di Aviz; in ricompensa per i suoi 35 anni di buoni servizi resi al paese.
- 1865 - Gentiluomo dell'Ordine Imperiale della Rosa; per i relativi servizi resi al paese, durante la Campagna di Stato uruguaiana.
- 1867 - Grande Cruz efficace dell'Ordine Imperiale della Rosa; in attenzione ai buoni servizi resi nella Forza navale nelle Operazioni di guerra contro il governo del Paraguay.
- 1868 - Gran Croce dell'Ordine di San Benedetto di Aviz, in ricompensa per i suoi 45 anni di buon servizio al paese.
- Collana dell'Ordine Imperiale della Rosa; in considerazione dei servizi pertinenti resi al paese nelle guerre contro l'Uruguay e il governo del Paraguay.
- Medaglia d'oro che commemora la presa della città di Paissandu, con l'aiuto delle forze navali sotto il suo comando.
- Medaglia d'oro in commemorazione della resa di Uruguaiana, alla quale ha contribuito efficacemente con la sua Flottiglia fluviale.
- Medaglia di merito militare, di bronzo con passante d'argento, recante il numero 3, concessa a tutti gli ufficiali che hanno ottenuto premi con atti di coraggio nella Campagna del Paraguay.
- Medaglia generale della campagna di Paraguay, con l'oro, a forma di croce di Malta, in riconoscimento del suo servizio alla Patria nella campagna del Paraguay, portando il tassello il numero di anni trascorsi in campagna, contando nove mesi per un anno.
- Medaglia commemorativa di guerra contro il governo del Paraguay, concesso dalla Repubblica argentina a tutti i membri dell'Armata e degli eserciti alleati.
- Medaglia commemorativa della guerra contro il governo del Paraguay, conferito dalla Repubblica orientale dell'Uruguay a tutti i membri dell'Armata e degli eserciti alleati, che hanno partecipato attivamente alla campagna. (Medaglia premiata dall'autopsia)
- Medaglia ovale della guerra di indipendenza; alle cerimonie di gala, le diede particolare importanza, mettendola sempre più in evidenza, appesa al collo, mostrando il suo orgoglio di aver contribuito, a bordo del Niterói, alla libertà del Brasile.
- Medaglia d'oro con pizzo di brillanti; offerto dalle signore di Montevideo.
- Medaglia d'oro; offerto dalla Società umanitaria del naufragio di Liverpool, con dedizione, in onore del salvataggio dei passeggeri e dell'equipaggio della Steam Ocean Monarch.
- Medaglia d'oro; offerto dal Lord Mayor di Liverpool, con dedica, in onore del salvataggio dei passeggeri e dell'equipaggio della Steam Ocean Monarch.
- Cronometro d'oro; offerto dal governo britannico, che consiste la seguente dedica: "Dono del governo britannico al comandante Joaquim Marques Lisboa, fregata Afonso il brasiliano Marina Imperiale a testimonianza della sua ammirazione per il coraggio e la manifestazione umanitaria per aiutare molti argomenti brulotto Ocean Monarch, agosto 1848. "
- Spada d'oro, scolpita con dedizione; offerto dalla Colonia portoghese di Rio de Janeiro, in onore del salvataggio di Nau Vasco da Gama.

## Navi
Nel corso del tempo la Marina del Brasile, in onore del suo patrono, ha nominato diverse navi con il nome di Tamandaré. Sono:
- Corazzata Tamandaré: costruita nell'Arsenale della Marina della Corte e incorporata nella Marina Imperiale nel 1865. Fu la prima nave da guerra corazzata costruita in Brasile. Ha svolto un ruolo importante operando nel fiume Paraguay, nella Guerra della Tripla Alleanza.
- Incrociatore protetto Almirante Tamandaré: nave di propulsione mista, costruita nell'Arsenale Navale di Rio de Janeiro, sotto il progetto dell'ingegnere navale João Cândido Brasil. Fu incorporato nell'Armada nel 1891, con un calo di servizio nel 1915. Fu la più grande nave da guerra mai costruita in Brasile, con una cilindrata di 4.500 tonnellate.
- Light Cruiser Tamandaré: Costruito negli Stati Uniti nel 1938, partecipò alla Seconda Guerra Mondiale, incorporata nella Marina di quel paese con il nome di Saint Louis. Trasferito alla Marina brasiliana in base alla Legge sull'assistenza reciproca, fu incorporato nella Marina nel 1951 e si ritirò dal servizio attivo nel 1976.